# Escontria chiotilla
Escontria chiotilla (F.A.C. Weber) Rose – gatunek sukulenta z  rodziny kaktusowatych (Cactaceae), należący do monotypowego rodzaju Escontria Rose. Występuje w środkowym Meksyku: Guerrero, Michoacán, Oaxaca, Puebla.

## Systematyka
Pozycja systematyczna według APweb (aktualizowany system APG III z 2009)
Należy do rodziny kaktusowatych (Cactaceae) Juss., która jest jednym z kladów w obrębie rzędu goździkowców (Caryophyllales)  i klasy roślin okrytonasiennych. W obrębie kaktusowatych należy do plemienia Pachycereeae, podrodziny Cactoideae.
Pozycja w systemie Reveala (1993-1999)
Gromada okrytonasienne (Magnoliophyta Cronquist), podgromada Magnoliophytina Frohne & U. Jensen ex Reveal, klasa Rosopsida Batsch, podklasa goździkowe (Caryophyllidae Takht.), nadrząd  Caryophyllanae Takht.,  rząd goździkowce (Caryophyllales Perleb), podrząd Cactineae Bessey in C.K. Adams, rodzina kaktusowate (Cactaceae Juss.), rodzaj Escontria Rose.